# 1006 (numero)
Millesei (1006) è il numero naturale dopo il 1005 e prima del 1007.

## Proprietà matematiche
- È un numero pari.
- È un numero composto da 4 divisori: 1, 2, 503, 1006. Poiché la somma dei suoi divisori (escluso il numero stesso) è 506 < 1006, è un numero difettivo.
- È un numero semiprimo.
- È un numero omirpimes.
- È un numero congruente.
- È un numero malvagio.
- È un numero intero privo di quadrati.
- È un numero colombiano nel sistema numerico decimale.
- È parte della terna pitagorica (1006, 253008, 253010).

## Astronomia
- 1006 Lagrangea è un asteroide della fascia principale del sistema solare.
- NGC 1006 è una galassia spirale irregolare della costellazione della Balena.

## Astronautica
- Cosmos 1006 con lanciatore Kosmos-3M è un satellite artificiale russo.